# 十斑銼齒鱂
十斑銼齒鱂，為輻鰭魚綱鯉齒目鯉齒亞目花鳉科的其中一種，分布於南美洲烏拉圭及阿根廷的淡水流域，體長可達3.5公分，屬肉食性，生活習性不明，可作為觀賞魚。

## 擴展閱讀
維基物種上的相關：十斑銼齒鱂